# 리비아 공군
리비아 공군(القوات الجوية الليبية)은 리비아의 공군으로, 18,000 ~ 22,000여 명으로 추정되는 공군 병력과 군용기 374대를 보유하고 있다. 또한, 리비아 내에 13개의 군사 기지를 갖고 있다.

## 역사

### 냉전
리비아 공군은 1951년 왕실 리비아 공군(Al Quwwat al Jawwiya al Malakiya al Libiyya)로서 처음 창설되었다가, 1971년 리비아 아랍 공화국 공군으로 이름이 변경되었다.

### 2011년 리비아 봉기
2011년 리비아 봉기 동안, 리비아 공군 전투기와 공격용 헬기는 시위대에 지속적인 공습을 시작하였고, 보도에 의하면 장례 행렬과 군사 기지로 향하는 시위대 무리를 목표로 하고 있다.
2011년 2월 21일, 두 명의 상급 리비아 공군 조종사는 다소 미라주 F1 전투기를 타고 시위대에 폭탄을 투하하라는 명령을 거부하고 몰타로 떠났고, 그곳에서 망명국 정부의 보호를 요청했다. 2011년 2월 23일, 수호이-22의 승무원인 조종사 압뎃살람 앗티야 알압달리와 부조종사 알리 오마르 알카다피는 벵가지의 도시 공습을 거부하고, 낙하산으로 벵가지 서쪽 100마일, 아즈다비야 부근에서 탈출하였다.

## 같이 보기
- 리비아 과도국가평의회

## 참고
1. ↑  《Military Balance 2010》. International Institute for Strategic Studies. 2010. 263쪽.
2. ↑  “Middle East Military Balance: Libya” (PDF). 2007년 3월 14일에 원본 문서 (PDF)에서 보존된 문서. 2007년 3월 14일에 확인함.
3. ↑  “Report: Libya air force bombs protesters heading for army base - Haaretz Daily Newspaper | Israel News”. Haaretz.com. 2008년 4월 2일. 2011년 2월 21일에 확인함.
4. ↑  Yasmine Ryan. “Report: Libyan protesters fired on - Africa”. Al Jazeera English. 2011년 2월 21일에 확인함.
5. 1 2  “Libyan Air Force during the revolt”. Zurf Military Aircraft. 2011년 3월 11일에 원본 문서에서 보존된 문서. 2011년 3월 8일에 확인함.
6. ↑  “Updated: Libyan fighter jets arrive in Malta”. timesofmalta.com. 2011년 2월 21일에 확인함.
7. ↑  “Libya pilot rejects Benghazi bombing, ditches plane”. 2011년 2월 25일에 확인함.